# Serjania racemosa
Serjania racemosa là một loài thực vật có hoa trong họ Bồ hòn. Loài này được Schumach. miêu tả khoa học đầu tiên năm 1794.